# 顾绍培
顾绍培（1945年5月7日—），江苏宜兴人，紫砂陶艺名家，中国工艺美术大师。

## 生平
顾绍培出生于宜兴的一个紫砂世家。1958年考取宜兴紫砂陶瓷中学，在其启蒙老师潘春芳的引导下开始学艺。转入宜兴紫砂工艺厂后，他师从陈福渊，并得到紫砂大师顾景舟的长期指导。1985年，获得中华全国总工会授予的全国五一劳动奖章以及“全国优秀科技工作者”称号。他曾担任紫砂工艺厂研究所副所长、副总工艺师，宜兴锦达陶艺有限公司总工艺师等职。1997年，获“江苏省工艺美术大师”称号。2005年，获正高级工艺美术师职称。2006年，被授予第五届“中国工艺美术大师”称号。2008年，成为江苏省非物质文化遗产代表性传承人。

## 家庭
顾绍培育有三女顾勤、顾涛、顾婷。在其影响下，三人都女承父业，从事紫砂事业。顾绍培胞弟顾治培亦为紫砂名家。